# Rachmiel Levine
Rachmiel Levine (* 26. August 1910 in Zaleszczyki, Polen, heute Salischtschyky, Ukraine; † 22. Februar 1998 in Boston, Massachusetts) war ein US-amerikanischer Mediziner. Er gilt als einer der Mitbegründer der modernen Diabetesforschung.

## Leben
Levine wurde im Osten des damaligen Polen geboren (heute gehört die Gegend zur Ukraine). Als er sechs Jahre alt war, starb seine Mutter. Zehn Jahre später wurde sein Vater bei einem anti-jüdischen Pogrom getötet. Levine versuchte im Alter von 16 Jahren zunächst bei seinen Großeltern in den Vereinigten Staaten unterzukommen, konnte aber kein Visum bekommen. Schließlich emigrierte er nach Kanada, wo er von einem Freund der Familie, einem Arzt adoptiert wurde. Er wollte zunächst Mathematik studieren, erwarb dann aber 1932 an der McGill University in Montreal einen Bachelor und 1936 an der McGill Medical School einen M.D. mit Bestnote („with honors“). Ab 1936 betrieb er am Michael Reese Hospital in Chicago, wo er auch seine Facharztausbildung (internship) absolvierte, Forschung zum Diabetes mellitus, zunächst als Assistent, dann als Vizedirektor und zuletzt (1942–1960) als Direktor der Abteilung für Innere Medizin und Hormonforschung. 1960 wechselte er als Chefarzt für Innere Medizin an das New York Medical College. 1971 wurde er geschäftsführender medizinischer Direktor des City of Hope National Medical Center. 1984 wurde er emeritiert, übernahm aber als Emeritus noch die Funktion eines Vize-Direktors für Forschung. 1991 ging er endgültig in den Ruhestand.
Levines Ehefrau Anne Gussak Levine starb 1997. Das Paar hatte zwei Kinder.

## Wirken
Levine konnte zahlreiche Beiträge zur Erforschung des Diabetes mellitus leisten. Insbesondere erbrachte er Pionierarbeit bei der Erforschung der Insulinwirkung. Gemeinsam mit Maurice S. Goldstein und Samuel Soskin entdeckte er 1949, dass Insulin dafür sorgt, dass Glucose aus dem Blut in Fett- und Muskelzellen aufgenommen wird (Levine effect). Levine konnte nachweisen, dass das Insulin auf der Außenseite der Zellen wirkt und für die Entfaltung seiner Wirkung nicht in die Zellen aufgenommen werden muss (heute ist der Insulin-Rezeptor bekannt). Er machte das City of Hope National Medical Center zu einer führenden Institution der Diabetes-Forschung. Unter seiner Ägide gelang dort 1978 gemeinsam mit Forschern von Genentech erstmals die Herstellung von rekombinantem Insulin.

## Auszeichnungen (Auswahl)
- 1961: Banting-Medaille der American Diabetes Association
- 1964–1965 Präsident der American Diabetes Association
- 1967–1970 Präsident der International Diabetes Foundation
- 1971 Gairdner Foundation International Award[2]
- 1971 Mitglied der American Academy of Arts and Sciences[3]
- 1973 Ehrenmitglied der European Association for the Study of Diabetes[4]
- 1983 Mitglied der National Academy of Sciences[5]
- Mitglied der American Association of Physicians
- Ehrendoktorate der Northwestern University, der McGill University und der Universität Ulm

Die American Diabetes Association vergibt die Rachmiel Levine Medal for Service. In der medizinischen Bibliothek des City of Hope National Medical Center gibt es einen Rachmiel Levine Diabetes Reading Room.